# Daniel Giralt-Miracle i Rodríguez

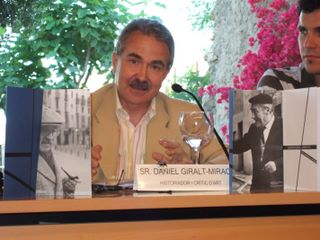
Daniel Giralt-Miracle el 2008 a un acte de la Fundació Josep Pla

Daniel Giralt-Miracle i Rodríguez (Barcelona, 3 de setembre de 1944) és un crític, historiador de l'art i professor català.

## Biografia
Va néixer el 1944 a la ciutat de Barcelona. Fill de Ricard Giralt Miracle. Va estudiar Filosofia i Lletres a la Universitat de Barcelona, especialitzant-se en filosofia. Posteriorment amplià els seus estudis a la Universitat Autònoma de Barcelona, on es llicencià en ciències de la informació, així com a la Hochschule für Gestaltung de la ciutat d'Ulm (Alemanya), on es diplomà en disseny i comunicació.
L'any 2013 fou distingit amb la Creu de Sant Jordi.

## Activitat professional
Especialista del disseny i de la història de l'art, ha estat professor de l'Escola Superior de Disseny i Enginyeria de Barcelona ELISAVA (entre 1966 i 1973), de la Facultat de Ciències de la Informació de la Universitat Autònoma de Barcelona (entre 1978 i 1987) i de la Facultat de Belles Arts de la Universitat de Barcelona (al curs 1979-80). Posteriorment, va ser responsable del Servei d'Arts Plàstiques del Departament de Cultura de la Generalitat de Catalunya, director gerent de la Fundació Caixa de Catalunya entre 1987 i 1989, director del MACBA entre 1989 i 1994 i de l'Espai Gaudí del Centre Cultural Caixa Catalunya entre 1995 i 2000.
Comissari de més d'un centenar d'exposicions d'art, disseny o arquitectura, l'any 2002 fou nomenat comissari general de l'Any Internacional Gaudí motiu pel qual l'any següent fou guardonat amb el Premi Nacional de Disseny concedit per la Generalitat de Catalunya.
Vicepresident emèrit de l'Associació Internacional de Crítics d'Art (AICA) i president emèrit de l'Associació Catalana de Crítics d'Art (ACCA). Membre corresponent de la Real Academia de Bellas Artes de San Fernando de Madrid i de la Reial Acadèmia de Belles Arts de Sant Carles de València, acadèmic numerari de la Reial Acadèmia de Ciències i Arts de Barcelona i acadèmic electe de la Reial Acadèmia de Belles Arts de Sant Jordi de Barcelona.
Exerceix la crítica d'art des del 1966. Ha estat fundador i director de la primera etapa de la revista Batik (Panorama General de las Artes), redactor de la revista Destino, i també col·laborador de l'ABC Cultural i del suplement cultural d'El Mundo. Actualment escriu als diaris Avui, El Periódico, La Vanguardia i El País.
És patró, per exprés nomenament del poeta, de la Fundació Joan Brossa de Barcelona, de la qual actualment és vicepresident. Des del desembre de 2011 forma part del Consell de Cultura de la ciutat de Barcelona.
El 2022 va donar el seu arxiu personal a l'Arxiu Nacional de Catalunya, format per més de 30.000 llibres i 5.000 arxivadors.
Al 2023 va publicar el llibre "Guspires de memòria", en el que repassa la seva trajectòria de sis dècades.